# ویلی ویلیام
ویلی ویلیام (انگلیسی: Willy William؛ زادهٔ ۱۴ آوریل ۱۹۸۱)، دی‌جی، تهیه‌کننده موسیقی و خوانندهٔ اهل فرانسه است که به‌واسطهٔ ریمیکس‌های کلاب و همکاری‌های خود با تعدادی از هنرمندان موسیقی رقص به‌عنوان خواننده شناخته شده‌است. او بیشتر شهرت خود را به‌خاطر ترانهٔ مشهور فرانسوی خود با نام «ایگو» و ترانهٔ مشهور لاتین «آدمای من» به‌همراهی جی بالوین به‌دست آورده‌است.

## اوایل زندگی
ویلیام در سال ۱۹۸۱ در فرژوس، پروانس-آلپ-کوت دازور، فرانسه زاده شد. پدر او فرانسوی گوآدلوپی‌تبار، و مادرش اهل اتیوپی است.

## ترانه‌شناسی

### آلبوم‌ها
| عنوان        | سال  | بهترین جایگاه‌ها | بهترین جایگاه‌ها | فهرست قطعات |
| عنوان        | سال  | فرانسه          | بلژیک (والونی)  | فهرست قطعات |
| ------------ | ---- | --------------- | --------------- | --- |
| فقط یک زندگی | ۲۰۱۶ | ۱۲              | ۲۰              | 1. «دوستت دارم» (ویراست رادیویی) 2. «ایگو» (ویراست رادیویی) 3. «فقط یک زندگی» 4. «دنبالم بیا» (به‌همراه ویتا) 5. «سرتاسر دنیا» (به‌همراه ناتی ریکو و میکا وی) 6. «خطرناک» (به‌همراه ماکاسی) 7. «تو کی هستی؟» 8. «وسوسه» 9. «دهه ۶۰ طلایی» 10. «واژه‌های تو» 11. «ما خوابیم» (به‌همراه کین'وی) 12. «عشق» 13. «هیچ‌کس بی‌نقص نیست» (به‌همراه جی‌ام‌آی سیسوکو) 14. «موش‌ها می‌رقصند» 15. «دیروز» (به‌همراه ویلی دنزی) 16. «اگر منم اینطور بودم» |

### تک‌آهنگ‌ها

#### به‌عنوان هنرمند اصلی
| عنوان                                                                                | سال  | بهترین جایگاه‌ها در جدول‌های موسیقی | بهترین جایگاه‌ها در جدول‌های موسیقی | بهترین جایگاه‌ها در جدول‌های موسیقی | بهترین جایگاه‌ها در جدول‌های موسیقی | بهترین جایگاه‌ها در جدول‌های موسیقی | بهترین جایگاه‌ها در جدول‌های موسیقی | بهترین جایگاه‌ها در جدول‌های موسیقی | بهترین جایگاه‌ها در جدول‌های موسیقی | بهترین جایگاه‌ها در جدول‌های موسیقی | بهترین جایگاه‌ها در جدول‌های موسیقی | بهترین جایگاه‌ها در جدول‌های موسیقی | گواهینامه‌ها                                                   | آلبوم                    |
| عنوان                                                                                | سال  | فرنسه                             | استرالیا                          | بلژیک (والونی)                    | آلمان                             | ایتالیا                           | هلند                              | اسپانیا                           | سوئد                              | سوئیس                             | بریتانیا                          | ایالات متحده                      | گواهینامه‌ها                                                   | آلبوم                    |
| ------------------------------------------------------------------------------------ | ---- | --------------------------------- | --------------------------------- | --------------------------------- | --------------------------------- | --------------------------------- | --------------------------------- | --------------------------------- | --------------------------------- | --------------------------------- | --------------------------------- | --------------------------------- | ------------------------------------------------------------- | ------------------------ |
| «دوستت دارم»                                                                         | ۲۰۱۵ | ۲۴                                | —                                 | ۲۰* (اولتراتیپ)                   | —                                 | —                                 | —                                 | —                                 | —                                 | —                                 | —                                 | —                                 |                                                               | فقط یک زندگی             |
| «ایگو»                                                                               | ۲۰۱۵ | ۱۲                                | —                                 | ۳                                 | ۳۹                                | ۱۸                                | ۴                                 | —                                 | —                                 | ۷۵                                | —                                 | —                                 | - بی‌وی‌ام‌آی: طلا - فیمی: ۲× پلاتین                             | فقط یک زندگی             |
| «ما خوابیم؟» (به‌همراه کین'وی)                                                        | ۲۰۱۶ | ۳۶                                | —                                 | ۱۰* (اولتراتیپ)                   | —                                 | —                                 | —                                 | —                                 | —                                 | —                                 | —                                 | —                                 |                                                               | فقط یک زندگی             |
| «آدمای من» (به‌همراه جی بالوین)                                                       | ۲۰۱۷ | ۶                                 | ۲۷                                | ۷                                 | ۳                                 | ۱                                 | ۱                                 | ۱                                 | ۴                                 | ۴                                 | ۵                                 | ۱۹                                | - بی‌وی‌ام‌آی: پلاتین - فیمی: ۳× پلاتین - پروموزیکائه: ۴× پلاتین | احساسات(آلبوم جی بالوین) |
| «آدمای من (ریمیکس)» (به‌همراه جی بالوین و بیانسه)                                     | ۲۰۱۷ | —                                 | ۱۱۱                               | —                                 | —                                 | —                                 | —                                 | ۱                                 | ۳۲                                | ۱۶                                | ۵۱                                | ۳۱                                | - ای‌آرآی‌ای: طلا - فیمی: طلا - پروموزیکائه: طلا                | —                        |
| «لا لا لا»                                                                           | ۲۰۱۸ | —                                 | —                                 | تیپ**                             | —                                 | —                                 | —                                 | —                                 | —                                 | —                                 | —                                 | —                                 |                                                               | —                        |
| «مامبو» (با استیو آئوکی به‌همراه ال آلفا، شان پال، اسفرا اباستا و پلی-ان-اسکیلز)      | ۲۰۲۱ | —                                 | —                                 | —                                 | —                                 | —                                 | —                                 | —                                 | —                                 | —                                 | —                                 | —                                 |                                                               | —                        |
| «شیپور»                                                                              | ۲۰۲۲ | ۲۷                                | —                                 | ۱۴                                | —                                 | —                                 | ۳                                 | —                                 | —                                 | —                                 | —                                 | —                                 |                                                               | —                        |
| «تنها» (به‌همراه ویل.آی.ام و لالی)                                                    | ۲۰۲۲ | —                                 | —                                 | —                                 | —                                 | —                                 | —                                 | —                                 | —                                 | —                                 | —                                 | —                                 |                                                               | —                        |
| «—» نشانگر قطعه‌ای است که در جدول‌ها رتبه‌بندی نشده یا در منطقهٔ مورد نظر منتشر نشده‌است. |      |                                   |                                   |                                   |                                   |                                   |                                   |                                   |                                   |                                   |                                   |                                   |                                                               |                          |

یادداشت‌ها
- یادداشت ۱: از مدخل‌های مشترک برای «آدمای من» و «آدمای من (ریمیکس)» استفاده می‌کند۱

*در جدول‌های رسمی ۵۰ آهنگ برتر اولتراتاپ بلژیک قرار نگرفته‌است، اما در ترانه‌های فوران‌کننده زیر جدول‌های اولتراتیپ قرار گرفته‌است.

**در جدول‌های رسمی ۵۰ آهنگ برتر اولتراتاپ بلژیک قرار نگرفته‌است، اما در ترانه‌های فوران‌کننده زیر جدول‌های تیپ‌پاراد قرار گرفته‌است.